# Ever After High
Ever After High é uma franquia de bonecas lançada em Julho de 2013 pela fabricante de brinquedos estadunidense Mattel, que conta a história dos filhos de famosos personagens de contos de fadas, histórias de fantasia e lendas antigas.
Ela produziu uma websérie do mesmo nome, um filme e uma série de 5 livros. Ficou conhecida no Brasil através da internet e por ter sido exibida na TV pelo SBT através dos programas Bom dia & Companhia e o Sábado Animado.

## Enredo
Ever After High é uma escola localizada no Mundo dos Contos de Fadas, em "Ever After". Ela é frequentada pelos jovens filhos de personagens dos contos de fadas, que estão destinados a seguir o destino de seus pais, a fim manter suas histórias vivas ao longo das gerações. De acordo com o diretor Milton Grimm, se não o fizerem, estas histórias supostamente deixarão de existir e os personagens irão desaparecer no esquecimento. Este problema controverso é o conflito central da história.

As personagens principais são a Raven Queen,  que não quer ser malvada como sua mãe, a Rainha Má, e Apple White, a  filha da Branca de Neve, destinada a "viver feliz para todo o sempre". Raven prefere criar seu próprio destino, enquanto Apple acredita que para realizar o seu sonho, Raven deve seguir o seu destino e se tornar a nova Rainha Má. A escola é dividida em dois grupos, os Royals e os Rebels. Os Royals são aqueles do lado de Apple, que aceitam seus destinos e estão satisfeitos com suas histórias. Os Rebels estão do lado de Raven, e preferem a ideia de criar suas próprias histórias e seus destinos.
| “ | O Fim... é apenas o Início. | ” |

## Personagens
Ever After High possui uma extensa quantidade de personagens. Os perfis de alguns deles podem ser encontrados no site oficial da franquia e a grande maioria já possui boneca lançada.

### Royals
São os estudantes que estão dispostos a assinar o Livro das Lendas e seguir seus destinos. Não surpreende que a maioria deles tenha um destino muito agradável. Quase todos eles são da realeza e a maioria tem um final feliz.
| Aluno                 | Pais                          | Histórias de Origem                                        |
| --------------------- | ----------------------------- | ---------------------------------------------------------- |
| Apple White           | Branca de Neve                | Branca de Neve                                             |
| Alistair Wonderland   | Alice                         | Alice no País das Maravilhas                               |
| Ashlynn Ella          | Cinderela                     | Cinderela                                                  |
| Briar Beauty          | A Bela Adormecida             | A Bela Adormecida                                          |
| Blondie Lockes        | Cachinhos Dourados            | Cachinhos Dourados e os Três Ursos                         |
| Bunny Blanc           | Coelho Branco                 | Alice no País das Maravilhas                               |
| Crystal Winter        | Rainha da Neve                | A Rainha da Neve                                           |
| Courtly Jester        | Carta Coringa                 | Alice no País das Maravilhas                               |
| Chase Redford         | Rainha Vermelha (mãe adotiva) | Alice Através do Espelho                                   |
| Dexter Charming       | Príncipe Encantado            | Toda história em que um Príncipe Encantado vem ao resgate. |
| Daring Charming       | Príncipe Encantado            | Toda história em que um Príncipe Encantado vem ao resgate. |
| Duchess Swan          | Rainha Cisne                  | O Lago dos Cisnes                                          |
| Faybelle Thorn        | Fada Má                       | A Bela Adormecida                                          |
| Farrah Goodfairy      | Fada Madrinha                 | Cinderela                                                  |
| Gus Crumb             | João                          | João e Maria                                               |
| Holly O'Hair          | Rapunzel                      | Rapunzel                                                   |
| Hopper Croakington II | Príncipe Sapo                 | O Príncipe Sapo                                            |
| Helga Crumb           | Maria                         | João e Maria                                               |
| Justine Dancer        | 12ª Princesa Dançarina        | As 12 Princesas Bailarinas                                 |
| Lizzie Hearts         | Rainha de Copas               | Alice no País das Maravilhas                               |
| Lilly Boo-Peep        | Pastorinha                    | Little Bo-Peep                                             |
| Meeshell Mermaid      | A Pequena Sereia              | A Pequena Sereia                                           |
| Nathan Nutcracker     | Príncipe Quebra-Nozes         | O Quebra-Nozes                                             |

### Rebels
São aqueles que preferem seguir aquilo que o coração manda (podendo incluir ou não o seu destino), podendo assim escrever sua história da forma que quiserem. Grande parte deles possui uma mente criativa e prefere fazer as coisas do seu próprio jeito, não gostam de se alinhar às regras ou apenas apoiam a causa de serem livres para seguirem a vida como quiserem.
| Aluno             | Pais                 | Histórias de Origem                                        |
| ----------------- | -------------------- | ---------------------------------------------------------- |
| Cerise Hood       | Chapeuzinho Vermelho | Chapeuzinho Vermelho                                       |
| Cedar Wood        | Pinóquio             | As Aventuras de Pinóquio                                   |
| C.A. Cupid        | Eros                 | Mitologia Grega                                            |
| Coral Witch       | Bruxa do Mar         | A Pequena Sereia                                           |
| Darling Charming  | Príncipe Encantado   | Toda história em que um Príncipe Encantado vem ao resgate. |
| Ginger Breadhouse | Bruxa dos Doces      | João e Maria                                               |
| Hunter Huntsman   | Caçador              | Branca de Neve                                             |
| Hunter Huntsman   | Caçador              | Chapeuzinho Vermelho                                       |
| Humphrey Dumpty   | Humpty Dumpty        | Humpty Dumpty                                              |
| Jillian Beanstalk | João                 | João e o Pé de Feijão                                      |
| Jackie Frost      | Jack Frost           | Folclore Europeu                                           |
| Kitty Cheshire    | Gato de Cheshire     | Alice no País das Maravilhas                               |
| Madeline Hatter   | Chapeleiro Maluco    | Alice no País das Maravilhas                               |
| Melody Piper      | Flautista Mágico     | O Flautista de Hamelin                                     |
| Nina Thumbell     | Polegarzinha         | A Polegarzinha                                             |
| Poppy O'Hair      | Rapunzel             | Rapunzel                                                   |
| Raven Queen       | Rainha Má            | Branca de Neve                                             |
| Rosabella Beauty  | Bela e a Fera        | A Bela e a Fera                                            |
| Ramona Badwolf    | Lobo Mau             | Chapeuzinho Vermelho                                       |
| Sparrow Hood      | Robin Hood           | Robin Hood                                                 |

### Outros
Alunos sem lado Royal ou Rebel definidos.
| Aluno                | Pais                        | Histórias de Origem      |
| -------------------- | --------------------------- | ------------------------ |
| Brooke Page          | Narradores                  | Todos os Contos de Fadas |
| Tiny                 | Gigante (tio)               | João e o Pé de Feijão    |
| Prudence e Charlotte | Irmãs Malvadas da Cinderela | Cinderela                |

### Professores
Personagens que lecionam matérias ou cumprem alguma função em Ever After High.
| Nome                     | Disciplinas                                                             | Histórias de Origem                                        |
| ------------------------ | ----------------------------------------------------------------------- | ---------------------------------------------------------- |
| Miles Grimm              | Diretores                                                               | Irmãos Grimm                                               |
| Giles Grimm              | Diretores                                                               | Irmãos Grimm                                               |
| Baba Yaga                | Feitiços e Azarações, Bruxaria Geral e Vilania Geral                    | Folclore Eslavo                                            |
| Sr. Lobo Mau             | Vilania Doméstica e Vilania Geral                                       | Chapeuzinho Vermelho                                       |
| Sr. Lobo Mau             | Vilania Doméstica e Vilania Geral                                       | Os Três Porquinhos                                         |
| Prof. Pied Piper         | Música                                                                  | O Flautista de Hamelin                                     |
| Prof. Rumpelstiltskin    | Ciência e Feitiçaria e Química                                          | Rumpelstiltskin                                            |
| Treinador Gingerbreadman | Grimnástica Treinador de Livrobol e Atletismo                           | Homem-Biscoito                                             |
| Prof. Jack B. Nimble     | Estudo de Contos nas Alturas, Magia Ambiental e Introdução em Narrativa | Cantigas Inglesas                                          |
| A Rainha Branca          | Introdução em Princesologia e Cálculo Real                              | Alice Através do Espelho                                   |
| Dr. Rei Encantado        | Treinamento de Heróis, Batalha com Dragões e Cortejo Avançado           | Toda história em que um Príncipe Encantado vem ao resgate. |
| Madame Maid Marian       | Donzelas em Perigo                                                      | Robin Hood                                                 |
| Prof. Mamãe Urso         | Economitos Domésticos                                                   | Cachinhos Dourados e os Três Ursos                         |
| Prof. Papai Urso         | Treinamento e Cuidado de Feras                                          | Cachinhos Dourados e os Três Ursos                         |
| Irmãs Malvadas           | Bibliotecárias                                                          | Cinderela                                                  |
| Rainha das Fadas         | Elfonomia                                                               | Sonho de Uma Noite de Verão                                |
| Cavaleiro                | Heroísmo Avançado                                                       | Os Cavaleiros da Távora Redonda                            |

### Duendes encantados
Pequenos duendes que ajudam a proteger animais nas terras de Ever After High.
| Duendes   | Animais que protegem | Local onde vivem   | Filme              |
| --------- | -------------------- | ------------------ | ------------------ |
| Deerla    | cervos               | Floresta Encantada | Jogo de Dragões    |
| Harelow   | coelhos              | Floresta Encantada | Jogo de Dragões    |
| Featherly | pássaros             | Floresta Encantada | Jogo de Dragões    |
| Foxanne   | raposas polares      | Reino do Inverno   | Feitiço de Inverno |
| Veronicub | ursos polares        | Reino do Inverno   | Feitiço de Inverno |

### Personagens dos Livros
Alguns personagens oficiais da história aparecem apenas nos livros, contos e histórias da série, e nunca foram lançados nos episódios.
| Personagem                                                                  | Parentesco Familiar               | Histórias                    |
| --------------------------------------------------------------------------- | --------------------------------- | ---------------------------- |
| Loyalty Beauty Tenacity Beauty Courage Beauty Gallantry Beauty Honor Beauty | Irmãos mais novos de Briar Beauty | A Bela Adormecida            |
| Ferny Huntsman                                                              | Irmã mais nova de Hunter Huntsman | Branca de Neve               |
| Ferny Huntsman                                                              | Irmã mais nova de Hunter Huntsman | Chapeuzinho Vermelho         |
| Tia Step                                                                    | Tia de Ashlynn Ella               | Cinderela                    |
| Clara Lear                                                                  | Filha do Rei Lear                 | Rei Lear                     |
| Betty Bunyan                                                                | Paul Bunyan                       | Folclore Americano           |
| Azure                                                                       | Pequeno Menino Azul               | Little Boy Blue              |
| Tucker                                                                      | Frei Tuck                         | Robin Hood                   |
| Tom Thumb                                                                   | Tom Thumb                         | Tom Thumb                    |
| Witchy Brew                                                                 | Bruxa Malvada                     | Desconhecido                 |
| Carter Pillar                                                               | Filho da Lagarta Azul             | Alice no País das Maravilhas |

## Lançamento
Baseando-se no sucesso de Monster High, em julho de 2013, a Mattel anunciou seus planos para uma nova linha de bonecas, com um orçamento estimado em 10 a 20 milhões para o seu desenvolvimento. O relatório anual de 2013 da empresa mostrou que os visitantes do site gastavam uma média de 20 minutos visualizando o conteúdo, o que favoreceu a venda dos produtos.
Em outubro de 2013, Ever After High finalmente teve seu lançamento global, atingindo 14 países (incluindo o Brasil), com planos de chegar a 30 territórios em 2014. Seis bonecas foram inicialmente lançadas, e juntamente a elas, um website, canal no YouTube, Facebook, e um videoclipe interativo dirigido por Wayne Isham, com Stevie Dore como uma colegial e quatro jovens meninas que dançam em um campus. A música-tema foi composta por Gabriel Mann e Allison Bloom, e interpretada por Keeley Bumford.

## Bonecas

### Coleção Original (Signature)
De tempo em tempo são lançadas novos conjuntos de bonecas com os personagens em seus trajes cotidianos. Esta linha é erroneamente conhecida como Básica, pois as bonecas nela são completas com roupas e acessórios únicos destas edições. As primeiras versões acompanhavam boneca, suporte, escova de cabelo, diário e acessórios (como bolsa, mochila, objetos característicos, etc). Em 2016 as novas bonecas Signature passaram a vir em embalagem diferente, um diário resumido a um pequeno cartão do personagem e sem suporte e escova, além de terem sofrido um corte na quantidade de detalhes e queda na qualidade.
| Wave 1 Julho e outubro de 2013     | Apple White Raven Queen Briar Beauty Madeline Hatter Ashlynn Ella e Hunter Huntsman (2-pack) |
| Wave 2 Novembro e dezembro de 2013 | Blondie Lockes Cerise Hood C.A. Cupido                                                       |
| Wave 3 Março a junho de 2014       | Cedar Wood Dexter Charming Lizzie Hearts Holly O'Hair e Poppy O'Hair (2-pack)                |
| Wave 4 Janeiro de 2015             | Kitty Cheshire Duquesa Swan Ginger Breadhouse                                                |
| Wave 5 Abril a junho de 2015       | Alistair Wonderland Bunny Blanc Faybelle Thorn Darling Charming Rosabella Beauty             |
| Wave 6 Outubro de 2015             | Justine Dancer Farrah Goodfairy Melody Piper                                                 |
| Wave 7 Junho de 2016               | Nina Thumbell Jillian Beanstalk Meeshell Mermaid                                             |

### Coleções
| Título Original | Título Brasileiro | Lançada no Brasil | Tipo    |
| --------------- | ----------------- | ----------------- | ------- |
| Legacy Day      | Dia do Legado     | Sim               | Luxo    |
| Getting Fairest | -                 | Não               | Regular |

| Título Original     | Título Brasileiro  | Lançada no Brasil | Tipo    |
| ------------------- | ------------------ | ----------------- | ------- |
| Hat-Tastic Party    | Festa Chapelástica | Sim               | Regular |
| Legacy Day (Wave 2) | Dia do Legado      | Sim               | Luxo    |
| Thronecoming        | Baile de Máscaras  | Sim               | Luxo    |
| Mirror Beach        | Praia Encantada    | Sim               | Simples |
| Spring Unsprung     | Deprimavera        | Sim               | Luxo    |

| Título Original    | Título Brasileiro      | Lançada no Brasil | Tipo    |
| ------------------ | ---------------------- | ----------------- | ------- |
| Through the Woods  | Na Floresta            | Sim               | Regular |
| Just Sweet         | -                      | Não               | Luxo    |
| Date Night         | -                      | Não               | Regular |
| Enchanted Picnic   | Piquenique Encantado   | Sim               | Simples |
| Sugar Coated       | Açucaradas             | Sim               | Regular |
| Fairest on Ice     | -                      | Não               | Regular |
| Way Too Wonderland | No País das Maravilhas | Sim               | Luxo    |
| Royally Ever After | -                      | Sim               | Luxo    |
| Heartstruck        | Corações Atingidos     | Sim               | Luxo    |
| School Spirit      | -                      | Não               | Regular |
| Tri-Castle-On      | -                      | Não               | Regular |
| Hairstyling Holly  | Penteados Mágicos      | Sim               | Play    |
| Book Party         | Festa de Livros        | Sim               | Simples |
| Dragon Games       | Jogo de Dragões        | Sim               | Luxo    |

| Título Original                                 | Título Brasileiro            | Lançada no Brasil | Tipo      |
| ----------------------------------------------- | ---------------------------- | ----------------- | --------- |
| Carnival Date                                   | -                            | Não               | Regular   |
| Birthday Ball                                   | -                            | Não               | Simples   |
| Birthday Ball                                   | -                            | Não               | Regular   |
| Friends Ever After                              | Básicas                      | Sim               | Econômica |
| Ballet                                          | Balé                         | Sim               | Econômica |
| 2-in-1 Magical Fashion                          | -                            | Não               | Play      |
| Epic Winter                                     | Feitiço de Inverno           | Sim               | Regular   |
| Spellbinding Raven                              | -                            | Não               | Luxo      |
| Powerful Princess Club                          | Clube das Princesas Valentes | Sim               | Regular   |
| Archery Club                                    | Arco e Flecha                | Sim               | Econômica |
| Magic Arrow                                     | Flecha Mágica                | Sim               | Play      |
| Tea Party                                       | Festa do Chá                 | Sim               | Econômica |
| Hat-Tastic Party (Wave 2) Madeline Hatter - 28" | -                            | Não               | Play      |

| Título Original       | Título Brasileiro | Lançada no Brasil | Tipo      |
| --------------------- | ----------------- | ----------------- | --------- |
| Princess Friend       | Amigas Princesas  | Sim               | Bebê      |
| Thronecoming (Wave 2) | Baile de Máscaras | Sim               | Econômica |
| Back to School        | Volta às Aulas    | Sim               | Econômica |
| Back to School        | Volta às Aulas    | Sim               | Simples   |
| Back to School        | Volta às Aulas    | Sim               | Regular   |

| Título Original    | Título Brasileiro | Lançada no Brasil | Tipo      |
| ------------------ | ----------------- | ----------------- | --------- |
| Sweet Treats       | -                 | Não               | Simples   |
| Sweet Treats       | -                 | Não               | Regular   |
| Tea Party (Wave 2) | Festa do Chá      | Não               | Econômica |

### Exclusivas San Diego Comic-Con
A cada ano durante a San Diego Comic-Con, são lançadas bonecas exclusivas de luxo em quantidades limitadas para venda apenas no local.
- 2014 - Cerise Wolf: a filha da Chapeuzinho Vermelho transforma seu visual e adota o destino com o próximo Lobo Mau.
- 2015 - Raven Queen: Raven aceita seu destino maléfico e torna-se a própria Rainha Má.
- 2016 - Cedar Wood: presa pelos cordões de um ventríloco, a filha do Pinóquio é a única que pode ajudar seus amigos a quebrar o feitiço que transformou todos em marionetes.

### Edições Especiais
A partir do filme No País das Maravilhas, junto das coleções principais, são lançadas bonecas únicas que possuíram um papel importante na trama.
- No País das Maravilhas - Courtly Jester
- Jogo de Dragões - Mira Shards
- Feitiço de Inverno - Crystal Winter

## Mídia

### Websérie e Filmes
Ever After High tem uma websérie cujos episódios são lançados periodicamente no site oficial e no canal no YouTube. A série é organizada em capítulos, como os capítulos em um livro, no qual estão vários episódios curtos. Em junho de 2014, a Mattel anunciou uma parceria com a Netflix para o desenvolvimento de filmes especiais e mais longos para a série. Os episódios do primeiro capítuo foram compilados em um único grande episódio que está disponível na Netflix, juntamente com os filmes exclusivos e originais do serviço de streaming.
No Brasil, o desenho animado foi exibido inicialmente pelo SBT no programa Sábado Animado no dia 31 de maio de 2014 e depois pelo Bom Dia e Companhia nas terças e quintas, e em agosto nos intervalos na Nickelodeon.

### Livros
A pedido da Mattel, a editora Little, Brown Books for Young Readers desenvolveu uma série de livros para Ever After High. A companhia já havia trabalhado na série de livros de Monster High, que havia vendido mais de duas milhões de cópias. O vice-presidente da editora, Erin Stein, disse em uma entrevista que quando ouviu pela primeira vez sobre a franquia "imediatamente surgiram dezenas de ideias girando em nossas mentes... Como nós poderíamos resistir a publicar? Não havia dúvidas!"
A primeira série foi escrita por Shannon Hale, que já havia trabalhado em outros títulos do gênero, cujo primeiro livro, O Livro das Lendas português brasileiro (O Grande Livro dos Destinos português europeu), foi lançado em Outubro de 2013 e alcançou a 7ª posição no ranking de mais vendidos do New York Times na lista de Jovens Crianças. Em adição à trilogia original, Hale também escreveu uma coleção de histórias curtas que foram compiladas no livro Era uma Vez: Um Livro de Contos. No Brasil os livros possuem adaptação pela editora Salamandra e em Portugal pela editora Booksmile.
Em 2017 um novo livro foi lançado, contando a história do crossover entre Ever After High e Monster High.
| Nº  | Título Original                      | Título Brasileiro               | Lançamento            |
| --- | ------------------------------------ | ------------------------------- | --------------------- |
| 1   | The Storybook of Legends             | O Livro das Lendas              | 8 de Outubro de 2013  |
| 2   | The Unfairest Of Them All            | A Maior Injustiça de Todas      | 25 de Março de 2014   |
| 3   | A Wonderlandiful World               | Um Mundo Maravilhástico         | 26 de Agosto de 2014  |
| S/N | Once Upon a Time: A Story Collection | Era Uma Vez: Um Livro de Contos | 21 de Outubro de 2014 |
| 4   | The Legend of Shadow High            | -                               | 17 de Outubro de 2017 |

Em 2015 foi lançada uma segunda série de livros, escritos por Suzanne Selfors. O primeiro livro, A Próxima Grande Vilã português brasileiro (O Novo Grande Vilão português europeu), ficou na lista dos mais vendidos em Ficção para Crianças do Publishers Weekly por dez semanas. Seis livros foram lançados, além de um livro de contos exclusivos sobre os pets dos alunos, porém apenas os dois primeiro têm adaptação no Brasil e em Portugal.
| Nº  | Título Original                                     | Título Brasileiro     | Lançamento             |
| --- | --------------------------------------------------- | --------------------- | ---------------------- |
| 1   | Next Top Villain                                    | A Próxima Grande Vilã | 6 de Janeiro de 2015   |
| 2   | Kiss and Spell                                      | Beijos e Feitiços     | 7 de Abril de 2015     |
| 3   | A Semi-Charming Kind of Life                        | -                     | 7 de Julho de 2015     |
| S/N | Once Upon a Pet: A Collection of Little Pet Stories | -                     | 27 de Outubro de 2015  |
| 4   | Fairy's Got Talent                                  | -                     | 15 de Dezembro de 2015 |
| 5   | Truth or Hair                                       | -                     | 3 de Maio de 2016      |
| 6   | Fairy Tail Ending                                   | -                     | 4 de Outubro de 2016   |

Em 2017, uma nova série foi lançada, intitulada de Once Upon a Twist, e conta a história dos personagens com seus destinos trocados. Até então, três livros foram lançados, mas espera-se mais para o futuro. Nenhuma publicação teve edição brasileira ou portuguesa.
| Nº | Título Original               | Autora       | Lançamendo          |
| -- | ----------------------------- | ------------ | ------------------- |
| 1  | When the Clock Strikes Cupid  | Lisa Shea    | 7 de Março de 2017  |
| 2  | Cerise and the Beast          | Lisa Shea    | 7 de Março de 2017  |
| 3  | Rosabella and the Three Bears | Perdita Finn | 18 de Julho de 2017 |
| 4  | Duchess Lets Down Her Hair    | Perdita Finn | Nunca lançado.      |
| 5  | The Kitty Mermaid             | Perdita Finn | Nunca lançado.      |

### Músicas
- Ever After High - tema inicial da linha, interpretada por Keeley Bumford.
- Do You Wonder - tema do filme No País das Maravilhas, interpretada por Jordyn Kane.
- Power Princess Shining Bright - tema do filme Jogo de Dragões, interpretada por Keeley Bumford; versão brasileira Princesas Valentes Vão Brilhar interpretada por Mary Minóboli.
- Live Your Dream - tema do filme Feitiço de Inverno, interpretada por Keeley Bumford; versão brasileira Viva Seu Sonho interpretada por Mary Minóboli.